# Hagaparkens pelouse

Hagaparkens pelouse, eller kort Stora pelousen, är den stora gräsmattan i Hagaparken i Solna. "Pelouse"  är franska och betyder gräsmatta eller gräsplan. Hagaparkens pelouse, som omges av promenadvägar på fyra sidor, är cirka 300 meter lång och 200 meter bred med en yta av cirka 6,0 hektar. Stora pelousen ingår, liksom hela Hagaparken, sedan 1994 i Nationalstadsparken Stockholm-Solna.
| Vänstra bilden visar Hagaparkens pelouse mot väst med ett av Koppartälten i bakgrunden, högra bilden är tagen mot öst med Gustav III:s paviljong nere vid Brunnsviken. Båda fotografierna är tagna sommaren 2007. |  | Vänstra bilden visar Hagaparkens pelouse mot väst med ett av Koppartälten i bakgrunden, högra bilden är tagen mot öst med Gustav III:s paviljong nere vid Brunnsviken. Båda fotografierna är tagna sommaren 2007. |
| Vänstra bilden visar Hagaparkens pelouse mot väst med ett av Koppartälten i bakgrunden, högra bilden är tagen mot öst med Gustav III:s paviljong nere vid Brunnsviken. Båda fotografierna är tagna sommaren 2007. |  | |

## Pelousen anläggs

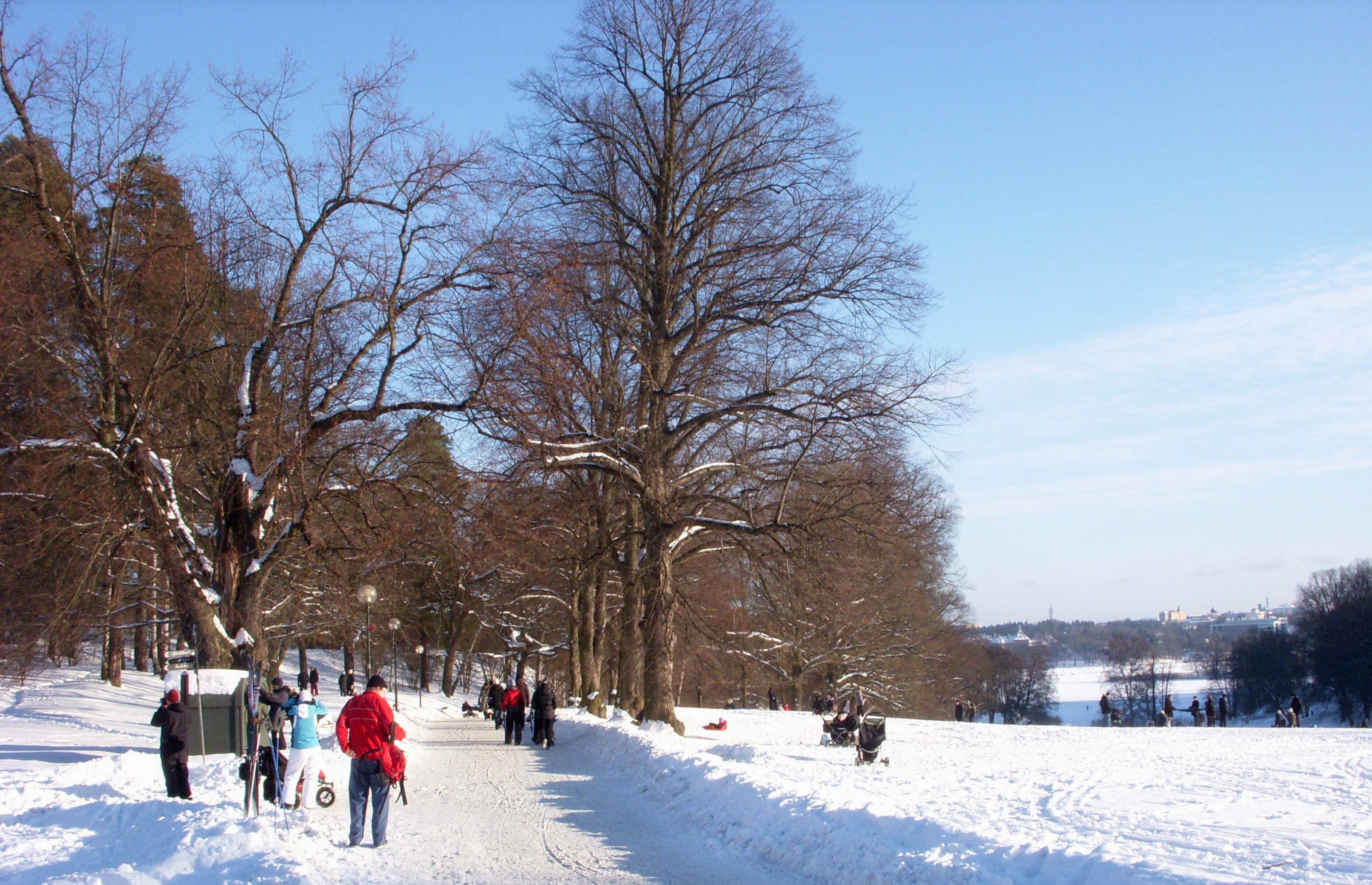
Allén och pelousen mot öst, 2010.

Pelousen sträcker sig från Koppartälten i en mjuk sluttning ner till Brunnsviken, i östra slutet av pelousen ligger Gustav III:s paviljong. Denna stora gräsmatta anlades på 1780-talets mitt i stort sett efter arkitekt Fredrik Magnus Pipers ritningar som han lade fram i samband med tillkomsten av Hagaparken. Pelousen färdigställdes 1787. 
Mjukt formade gräsmattor som kontrast till orörda "råa" skogspartier var en del av den engelska landskapsparkens stil som blev högsta mode på 1700-talets mitt. Det nya var, i motsats till tidigare strama, symmetriska barockträdgårdar att skapa en "naturlig" miljö.
Pelousen inramades av nyanlagda, buktande promenadvägar i skogskanten och en beläggning av små rullstenar förstärkte vägbanorna, så att vagnarnas hjul inte förstörde vägarna. Utmed den östra promenaden ville Piper plantera små trädgrupper (så kallade clumps), men Gustav III föredrog en vanlig allé, till Pipers besvikelse. En konsekvens av detta blev att Koppartälten doldes bakom en "gardin" av träd när man färdas på allén mot väst. Det är den allén som fortfarande leder ner från Koppartälten till Gustav III:s paviljong.

## Pelousen efter Gustav III
I och med att parken öppnades för allmänheten på 1800-talet blev Hagaparken och dess pelouse ett omtyckt utflyktsmål för Stockholmarna. Under 1800-talen var det huvudsakligen välklädda, lustvandrande stockholmare som på våren och försommaren promenerade runt pelousen och på Hagaparkens övriga vägar.
Sedan 1900-talet användes den stora gräsmattan mer och mer som lekplats för vuxna och barn och många aktiviteter har arrangerats genom åren.
På 1930-talet vallades kungens får på denna stora gräsplan och på 1940-talet gjorde Parkleken utflykter från Stockholms lekplatser hit, där barnen bjöds på mjölk och bullar och organiserade lekar anordnades. På 1950-talet fanns skidskola för barn.
I juli 1967 ägde Parkteaterns första "Bellman-fest" rum med bland annat picknick på den Stora pelousen nedanför Koppartälten. Det framfördes sånglustspel och musik i Carl Mikael Bellmans anda. Festen firades årligen under drygt tio år och lockade många tusen besökare. Parkteatern hade sin mobila scenvagn stationerad i Hagaparken när den inte var på turné. Fram till 1975 fanns även Parkteaterns måleriverkstad här ute. Pelousen är än idag en välbesökt plats för rekreation med picknick och solbad på våren och sommaren samt kälk- och skidåkning på vintern.

## Historiska bilder

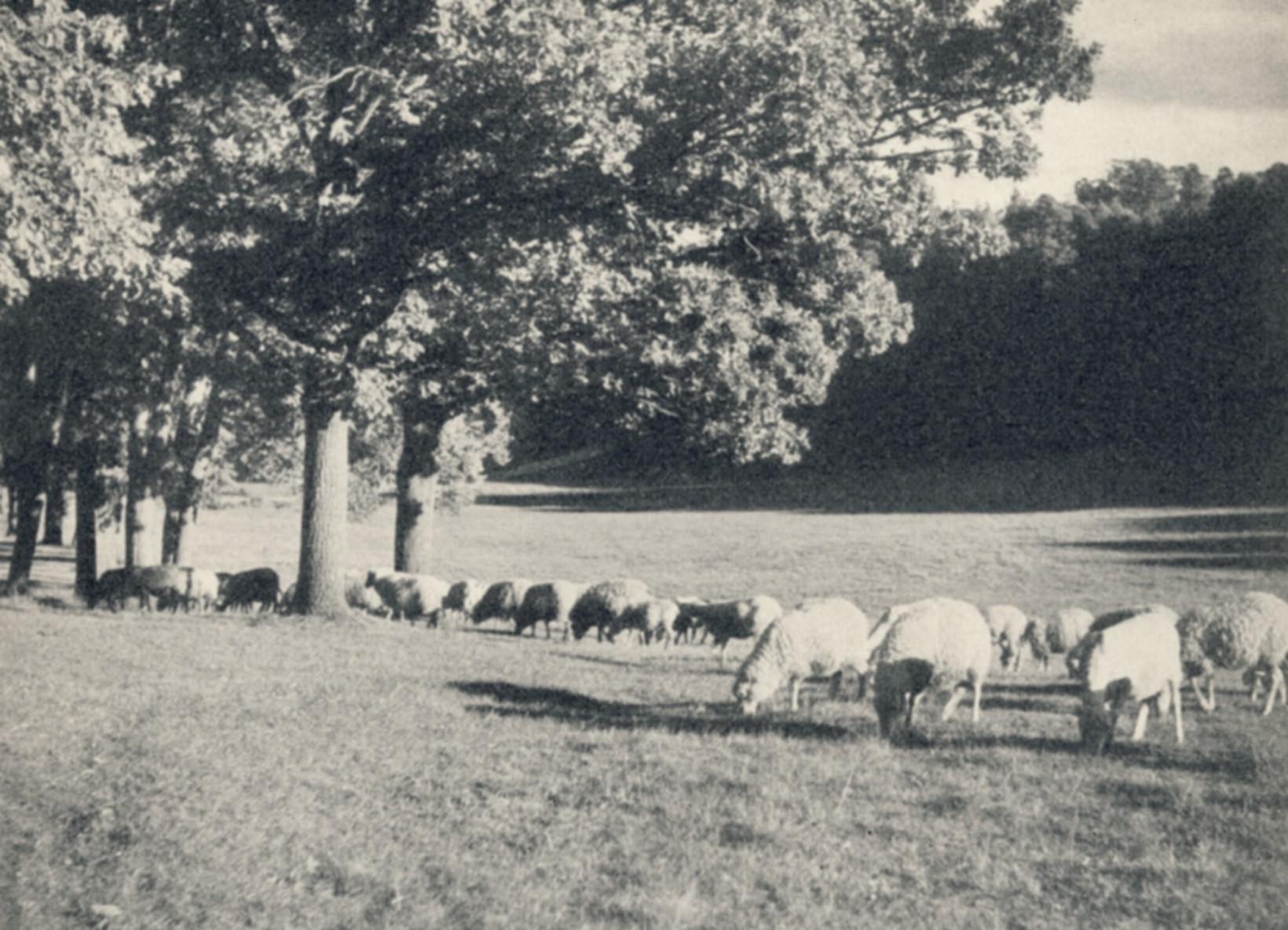
Fårbete på 1930-talet.
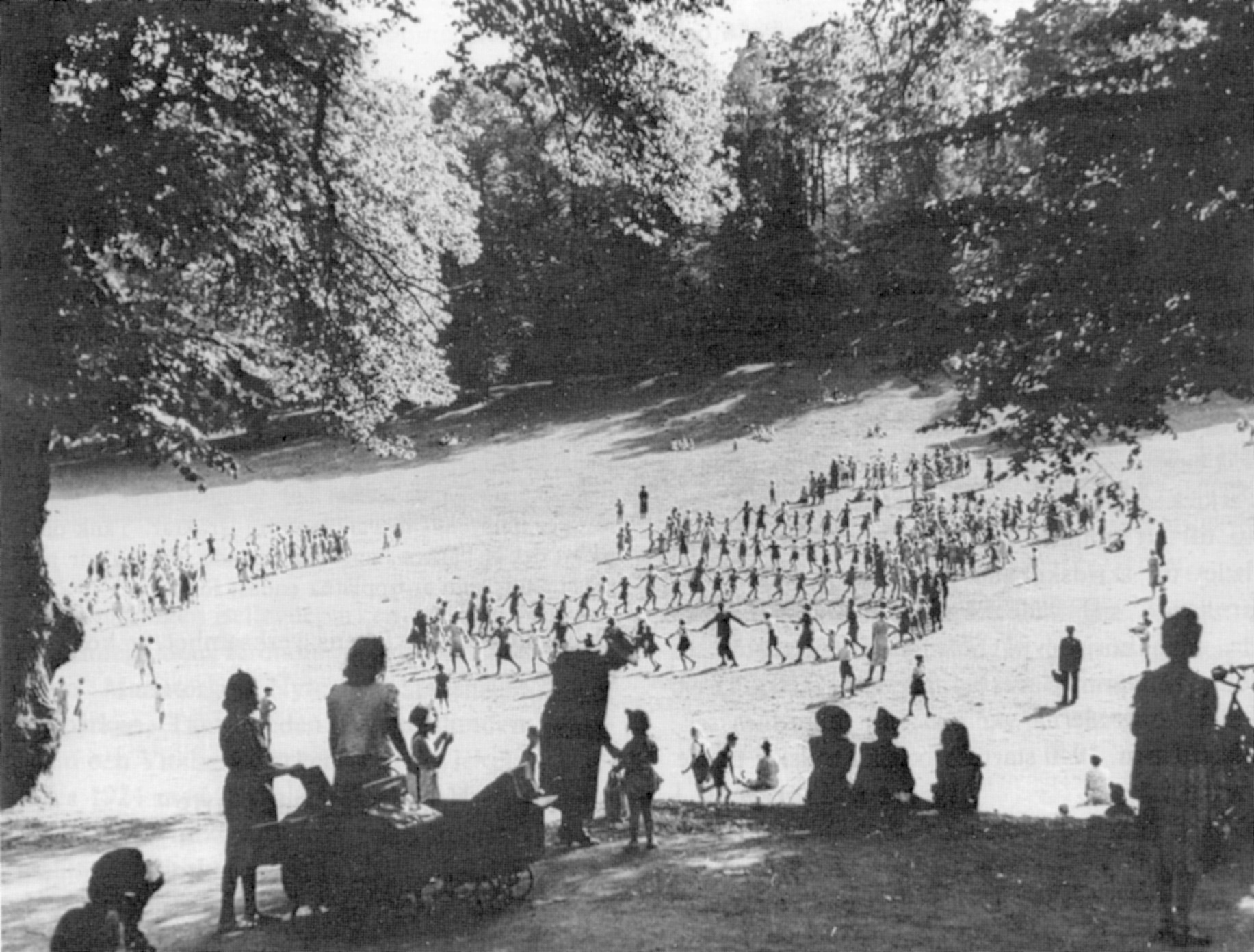
Ringlekar på 1940-talet.
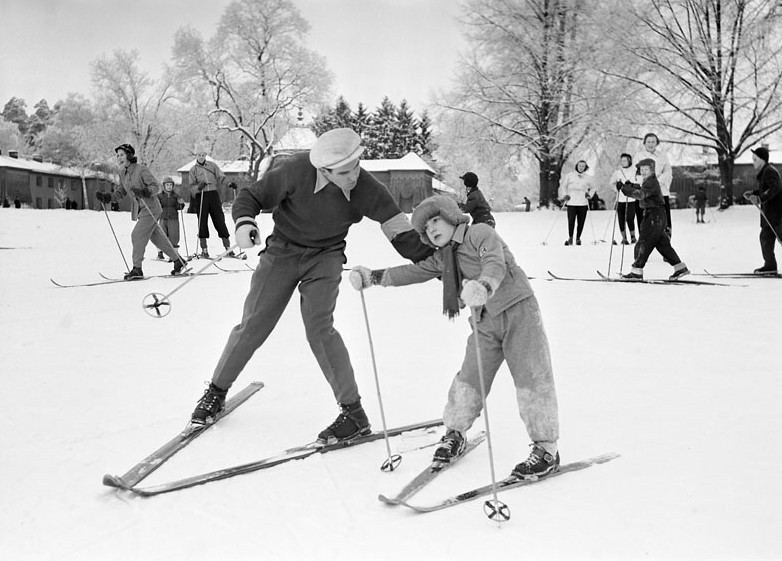
Skidskola på 1950-talet.
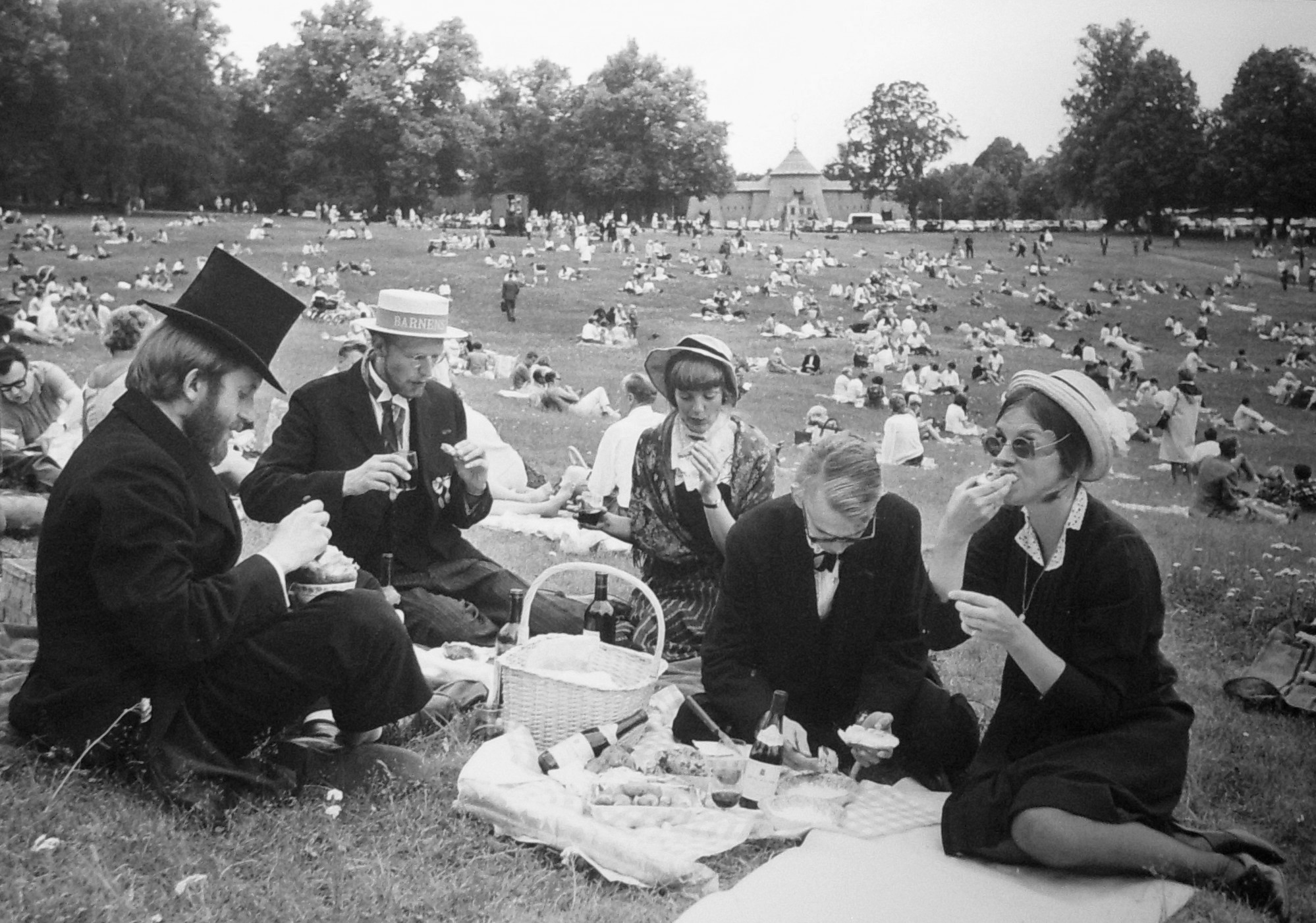
Bellmanfesten på 1960-talet.
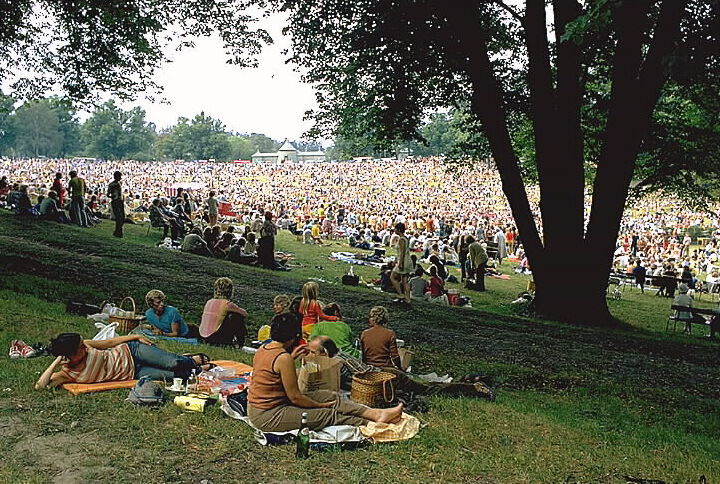
Hagadagen 1972.
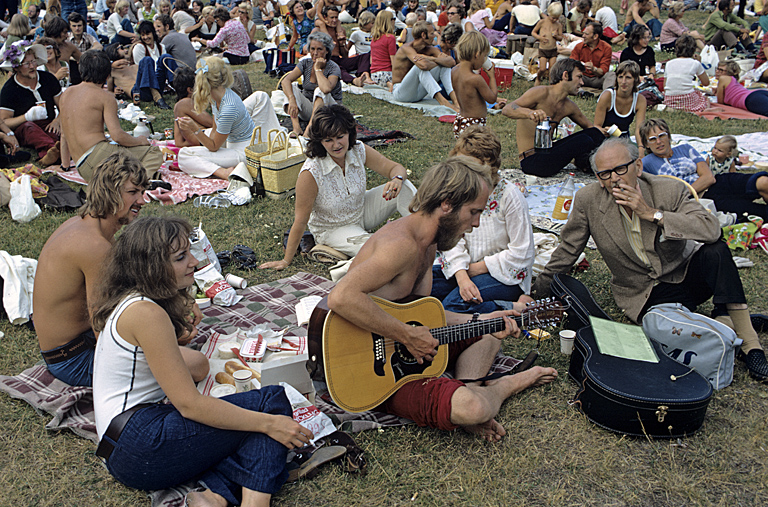
Hagadagen 1972.